# Kámaszútra

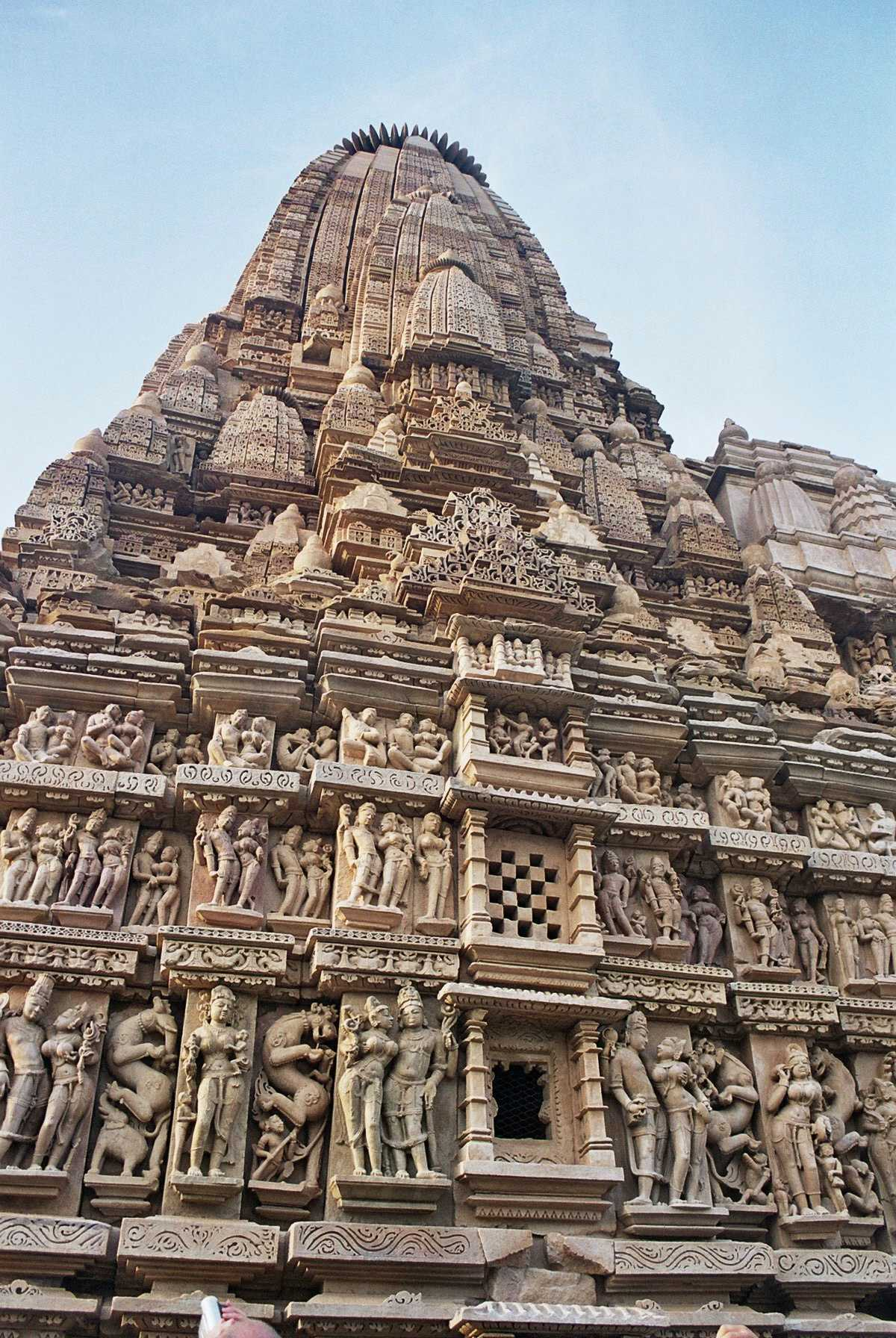
Khadzsuráhó templomának erotikus szobrai

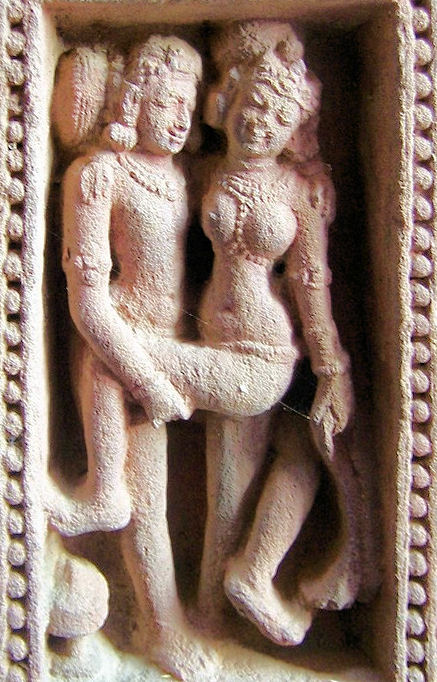
Mukteswar templomának erotikus szobra

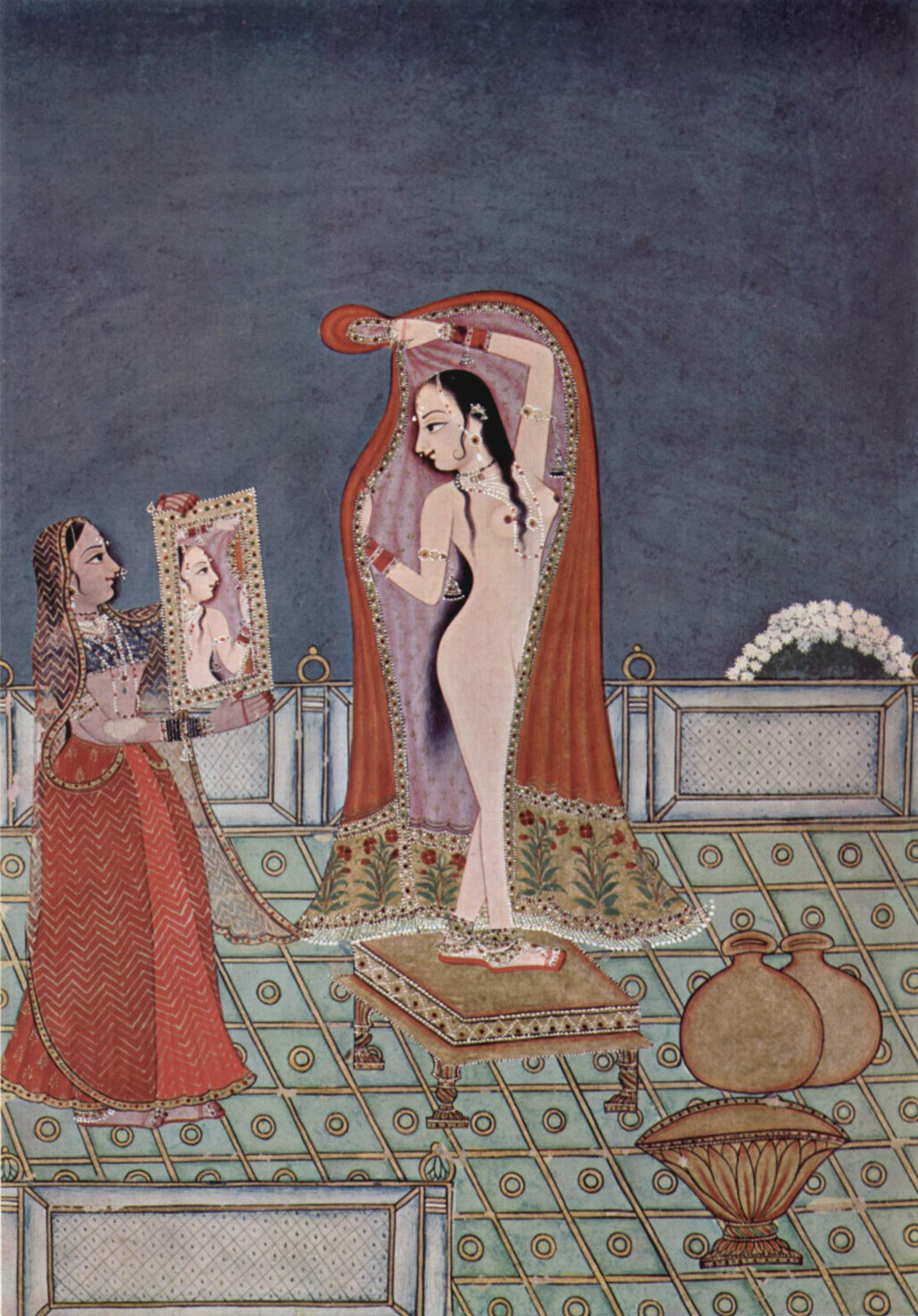
Fürdés után – indiai festő alkotása 1775-ből

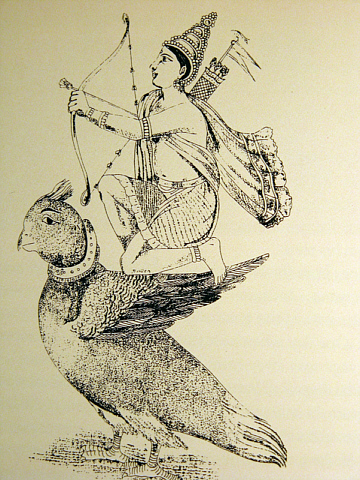
A hinduizmus szerelemistene, Kámadéva (18. századi ábrázolás)

A Kámaszútra (szanszkrit, dévanágari írással: कामसूत्र; jelentése: „a szerelem vezérfonalai”) a „szerelem tudománya”, az emberi szexualitás kultúrájának ősi, szanszkrit nyelvű összefoglalója, Vátszjájana indiai filozófus műve.
A Kámaszútra az élet érzéki örömeinek egyik legősibb könyve, jelentéstartalmában azonban túlmutat a nyugati fogalmak szerinti „szexuális tankönyv” fogalmán, valójában az életre tanító mű.
A Kámaszútra műfordításai gyakran válogatás alapján vagy közvetítőnyelv segítségével készültek, nem pedig az eredeti műből. Jelenleg sokféle szövegváltozat van forgalomban, és ezeknek megfelelően az értelmezési hagyományban is némiképp eltérő irányok mutatkoznak. Magyar nyelvre történő átültetése más erotikus művek, mint az Anangaranga, a Sukaszaptati, a Gíta Govinda fordítását eredményezte.

## A szerelem tudományának története
Az indiai kultúra a szexualitást sosem kezelte tabuként, de a szexuális nyitottság főként a házaséleten belül, vagy egyes vallási rítusok során nyilvánul meg (tantrizmus). Az indiai családmodell kifelé zárt, az indek magánélete, öltözködése szemérmes. Az erotikus kérdéskört azonban számos művészeti alkotásban, tanulmányban, értekezésben dolgozták fel a képzőművészek és a tudósok. Az ősi India szexuális nyitottságát a templomok erotikus szobrai (Khadzsuráhó) is bizonyítják. Az utazásairól ismert Ibn Battúta, akinek az útleírásai az indiai történetírás számára is nagy jelentőséggel bírnak, leveleiben megörökítette 1335-ben tett utazását Khadzsuráhóba. Feljegyzései szerint a templomokat tömegek látogatták, az emberi szexust az istenek áldásos tevékenységének tartották.
A hinduizmus alapvető forrásai a védák (Véda, azaz tudás). Nem egy ember alkotása, hanem évezredek során formálódó hittételek összessége. Kámadévát, a szerelem istenét a védikus korban a kozmikus vágy vagy a teremtőerő megtestesülésének gondolták, olyasvalaminek, ami elsőként bontakozott ki a mindent megelőző káoszból, s létével megalapozta a teremtés további aktusait. Később vonzó ifjú lénnyé vált, aki szerelemhozó virágnyilakat lövöldöz: íja cukornádból van, a húrt egymásba kapaszkodó méhek alkotják. Az istenek egy alkalommal rávették Kámadévát, hogy gerjessze fel Sivában a felesége, Párvati iránti vágyat. Isteni ölelkezésük ezer éven át tartott. Egy szolgájuk kileste őket, és lehozta a földre a szeretkezés tudományát.
Az emberi szexualitás és örömszerzés útmutatója ősi műfaj az indiai kultúrában. A mítosz szerint a „teremtmények Ura” – amikor megalkotta a férfiakat és a nőket – törvényekbe foglalta létezésük viszonyait, ami a dharmát, az arthát és a kámát illeti (azaz a vallást, a vagyonszerzést és a testi szerelmet). Százezer fejezetben írta elő számukra, hogyan tartsák meg parancsolatait. A legősibb ismert írásba foglalása ezeknek a legenda szerint:
- Manu Szvájambhuva, a legendás bölcsnek, Brahmá isten fiának műve, aki a dharmára vonatkozó törvények egy részét rögzítette;
- Brihaszpati műve, ő az arthára vonatkozóakat gyűjtötte össze;
- a káma törvényeit pedig Nandin Mahádéva írta le ezer fejezetben.

Mahádéva művének ötszáz fejezetre rövidített változata Uddálaka fia, Svétakétu Auddálaka, a Kr. e. 8. században élt filozófus munkája (ő igazolhatóan történeti személy). A mű még így is nagyon terjedelmes volt, ezért a Páncsálabeli Bábhravja újabb átdolgozást készített 150 fejezetben. Az ő kivonatos alkotását később újra és újra feldolgozták és tömörítették.
Bábhravjától származik a témakör hét fő szakaszra osztása:
1. Szádhárana („Általános kérdések”) – Csárájana kidolgozásában.
2. Számprajógika („Ölelések”) – Szuvarnanábha kidolgozásában.
3. Kanjászamprajuktaka („A férfi és a nő egyesülése”) – Ghótakamukha átdolgozása szerint.
4. Bárjádhikárika („A magunk feleségéről”) – Gónardíja átírásában.[megj 4]
5. Páradárika („A mások feleségéről”) – Gónikáputrától.
6. Vaisika („A kéjhölgyekről”) – Dattaka külön műben foglalta össze.
7. Aupanisadika („Titkos tanítás, a csábítás művészete, szerelmi varázslatok és szerek”) – Kucsumára könyve.

E sokféle szerző sokféle eredetű munkáját fűzte egybe végül Vátszjájana, ez lett a legismertebb és legáttekinthetőbb indiai tankönyv a szerelmi tudományokról. Vátszjájana, aki egyébként nőtlen visszavonultságban élt, úgy tartotta, hogy az elmúlt korok összes szexuális ismereteinek összeállítása, számára egyfajta meditáció és elmélkedés Istenről.
A korabeli olvasó leginkább erotikus „felvilágosító” irodalomként ismerte meg a könyvét, a filológiai álláspont azonban számos tudományos rejtélyt vél felfedezni a mű körül. Az egyik ilyen vélemény szerint különös, hogy Vátszjájana korában a nők kiszolgáltatottak és jogfosztottak voltak, a mű mégis ennek a ténynek ellentmondva királynőként mutatja be őket. A férfiakat a műben úgy látjuk, mint akiknek egyetlen vagy legfőbb törekvése, hogy a nőket az aktusok során a legteljesebb nemi gyönyörhöz segítsék.

## A mű nyelvezete, műfaji sajátosságok

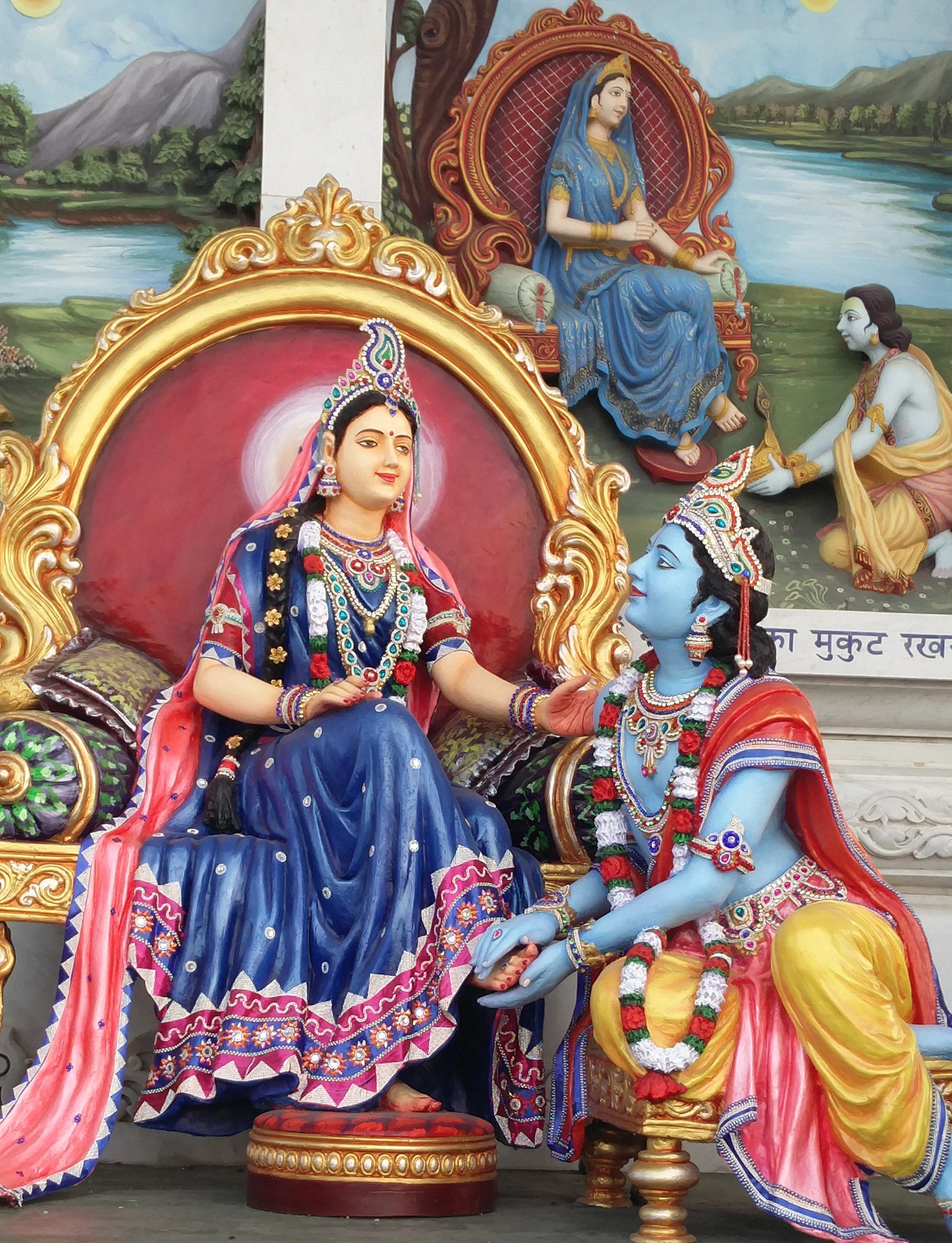
Radharani rádzsasztáni stílusú festménye és az azt mintázó szoborcsoport

A szútra mint vezérfonal, műfaji sajátságai révén rövid tőmondatokban fogalmaz, összekötő szöveg nélkül. A korabeli tudományos értekező próza ezt a nyelvet használta. A mű főszövege próza, a fejezetek végén kétsoros versikékkel, Baktay Ervin megfogalmazása szerint „szentenciákkal”, azaz költői nyelv töménységét segítségül hívó sommás bölcsességekkel.
A teljes szanszkrit szöveg alapján készült angol fordítás 1883-ban jelent meg először az akkori Benáreszben (ma: Varánaszi), újabb kutatások szerint meglehetősen szabadon értelmezve a szöveget.
Ezt a mérvadó angol fordítást követi a Baktay Ervin által létrehozott mű. Egyes források feltételezik, hogy a magyar kiadásban 1920-ban először megjelent könyv német fordításokat is felhasznál, sőt van egy olyan szakasz benne, amely a szanszkrit szövegben nem fordul elő.

## Fordítások
Mivel bonyolult és meglehetősen megközelíthetetlen szanszkrit stílusban íródott, a Kámaszútra évszázadok során az érthetetlenség homályába veszett, és csak a 19. század vége felé került sor arra, hogy kiemelkedjen az indiai szöveges hagyományok sorából. Az eredeti szöveg legelterjedtebb fordítása Sir Richard Burton világutazó nevéhez fűződik, aki indiai útja során fedezte fel a Kámaszútra szövegét. Simon Róbert és más orientalisták kutatásai szerint a fordítás több ember nevéhez kötődik. Valójában a könyvet Foster Fitzgerald Arbuthnot fordította le, két indiai tudós, Bhagvanlal Indraji és Shivaram Parshuram Bhide segítségével. Burton stilizálta a könyvet és megszervezte a magánkiadást. Nyomtatásban a Káma-Szútra 1883-ban jelent meg. Ebből az angol nyelvű változatból fordították le több nyelvre, mellőzve az eredeti szöveget. A szanszkrit nyelvet abban a korban már holt nyelvként tartották számon. A könyvet az indiai olvasók is az angol fordítás hindi változatából ismerték meg.
Baktay Ervin 1920-ban fordította le magyarra, a könyv ezer példányban jelent meg. A kor prűd szelleme miatt csupán egyéni megrendelésre lehetett kapni, és postai kézbesítéssel jutott el az olvasókhoz. 1947-ben a „Barka” Kiadóvállalatnál jelent meg sorszámozott kiadásban, Káma-szútra (Régi hindu ars amatoria) alcímmel, Budapesten.
A Kámaszútra a szexualitás „eredeti tanulmánya”, ez lett a forrása minden későbbi összefoglaló műnek, beleértve a 15. században keletkezett Anangarangát is, amelyet a Kámaszútra egy módosított változatának tekinthetünk. Ez a könyv jelentős mértékben támaszkodik Vátszjájana alapvető elveire, ugyancsak Burton fordította le, két évvel a Kámaszútra kiadása után jelent meg, 1885-ben.

### Nevezetes fordítások
- Sir Richard Burton: The Kama Sutra, KamaShastra, (1883).[13]
- Richard Schmidt: Das Kamasutra des Vatsyayana, (1897).[14]
- Káma-szútra, Baktay Ervin, Barka kiadóvállalat, Budapest, (1947).[megj 8]
- Indra Sinha: The Love Teaching of the Kama Sutra, Vatsyayana, Spring Books, (1980).[15]
- Alan Danielou: The Complete Kama Sutra: The First Unabridged Modern Translation of the Classic Indian Text,[16]
- Vatsyayana: Kamasutra, Oxford World's Classics, Wendy Doniger és Sudhir Kakar fordítása, (2002).[17]
- Ganesh Saili: Káma-Szútra a női gyönyörről,[18]  Vatszjájana eredeti szövege korabeli illusztrációkkal, Ganesh Saili jegyzeteivel.

### Hibák a Kámaszútra fordításában
A Kámaszútra a mai napig több mint 150 fordítást élt meg. Herman Tieken különös figyelmet fordított a könyvre, feltett szándéka volt utánajárni annak, hogy valójában mit is tartalmaz a mű. További kritikai felülvizsgálatot kért. A nyelvészekben már addig is többször felmerült a gyanú, hogy a Kámaszútra többet jelent, mint egy erotikus felvilágosító mű. Az újbóli fordításokból kitűnt, hogy a szöveg parodisztikus politikai utalásokat és elemeket tartalmaz. Ezzel a teóriájával új értelmezést adott a Kámaszútrának. Hogy minél jobban megértse ezt a rejtélyt, több fordítást is ellenőrzött. A gond az volt, hogy a fordítók nem az eredeti mű alapján készítették az új változatot, hanem valamelyik korábbi fordítás alapján. A munka során egy idő után a jegyzetek, kiegészítések elvesztek vagy értelmezésük megváltozott. Herman Tieken a Kámaszútrát először szanszkrit nyelvből hollandra fordította, hogy ezt a problémát feloldja. A teljes munka 2008 végére fejeződött be. A leghíresebb fordítók közé tartozik Wendy Doniger, a Chicagói és a Harvard Egyetem szanszkrit tanára, aki Sudhir Kakkar pszichoanalitikussal együtt dolgozott a művön. Wendy Doniger több tévedést felfedezett a női erogén zónák ismertetése és a szexuális technikák terén.

## A Kámaszútra felépítése
Mallanaga Vátszjájana egyetlen műve, a Kámaszútra, 1250 verset tartalmaz, 36 fejezetből áll, amelyek további 7 részre oszthatók. A mindennapi életre tanító könyvek közé tartozik, különböző témák szerint rendszerezve mutatja be a tanításokat. A rendszerezés ebben a korban a politikai művek sajátossága volt. Az „Általános kérdések” fejezeten belül megfigyelhetjük, ahogy érvek és ellenvetések formájában vezet rá a helyes megoldásra. Gyakorlati tanácsokat ad, érzelemmentes formában. Baktay Ervin fordítása az alábbi hét részre osztja a gyönyörök könyvét.

### Általános kérdések
Első fejezet.
1. Jó tanácsok arra vonatkozólag, hogyan szerezzük meg a három legfontosabb földi értéket, a Dharmát, az Arthát és a Kámát, mindezekkel együtt elnyervén a Móksát, vagyis az újjászületésektől mentes állapotot. Ha mindhárom érték egyaránt él bennünk, akkor a Dharma van a legfelső szinten, alatta az Artha, végül a Káma. A Királyoknál más a sorrend, náluk az Artha van legfelül, szintén változik a kéjhölgyeknél, akik foglalkozásuk miatt a Kámát teszik az első helyre.
  - A Dharma mibenlétét az Upanisadok tárják elénk,[20] ösztönözve, hogy tartsuk be a parancsolatokat és áldozzunk az isteneknek.
  - Az Artha a tudományok és művészetek elsajátítása, a vagyon, a barátok, a föld megszerzését és ezek megtartásának, gyarapításának módjait tanítja.
  - A Kámát a tapasztalt világfiak és a Káma-Szútra magyarázza.
2. A hatvannégy művészet tanulmányozása: Részletesen leírja, hogy a fiatal leányoknak meghitt barátnőjük segítségével már korán el kell sajátítaniuk bizonyos művészeteket, de a hatvannégy művészetet egyedül kell megtanulniuk. Úgymint az éneket, táncot, írást, a rajzolást, a tetoválást stb., mindazokat a fontos dolgokat, melyeket a házasságban tudniuk kell.
3. A világfi mindennapi élete, a ház vezetése, életmódja, szórakozásai.
4. A nők osztályozása, barátnők és közvetítők.

### A szerelmi gyönyör
Második fejezet.

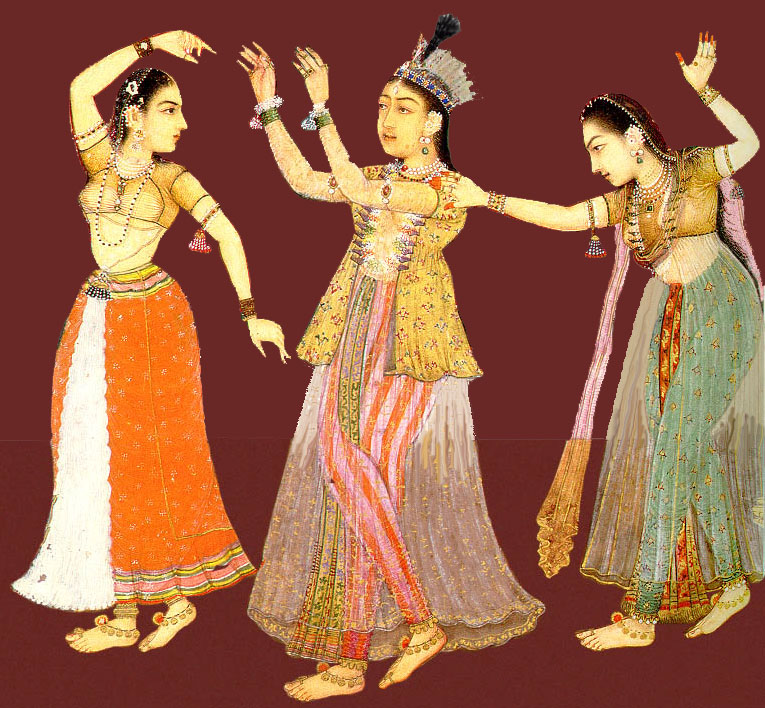
Mogul nők táncolnak

A szerelmi gyönyör osztályozása a szeretkezés során, a méretek, a vágy foka, a szerelem fajtái, a szenvedély mértéke szerint történik.
A férfit és a nőt lingájuk illetve jónijuk alapján három csoportba oszthatjuk. Ezeket a csoportokat és különféle variációjukat mutatja be a fejezet. Egyenlő és nem egyenlő kategóriákban, az egyenlőek a legmagasabb egyesülési osztályba, míg a nem egyenlőek a legalacsonyabba tartoznak. Fontos téma a vágy keletkezésének módja és erőssége az aktus során.
- A szerelem különböző fajtái

Négyféle módon jöhet létre szerelem:
- Megszokásból kialakuló szerelem, ami egy cselekvés állandó és folytonos gyakorlásából eredő ragaszkodás, a nemi közösülés megszokásából keletkező szerelem.
- Képzeletből támadt szerelem, ami kizárólag a gondolatokból ered. Ilyen például a szenvedély, amit némely férfi, nő és a kasztráltak éreznek a szájközösülés iránt.
- Hitből keletkezett szerelem, ami két szerelmes kölcsönös ragaszkodása, mivel mindkét fél a másikban látja kiegészítő felét.
- Külső dolgok érzékléséből létrejött szerelem, amikor az érzékelés által okozott élvezet felülmúlja azt az élvezetet, amelyet a szenvedély többi fajtája kelt, és csak a külső érzékelésen keresztül jöhet létre

- Az ölelés

Csatussasthi, vagy más néven „A hatvannégy” című részt, Pánycsála munkájának tartják. Az ölelés négy fajtáját különböztetjük meg: érintkező, ölelő, dörzsölő és szorító ölelést. Szuvarnanábha ezen kívül még a testrészek öleléséről ír.
- A csók a vágy gerjesztésére szolgál. Az első találkozásokkor mérsékelten alkalmazandó, de a későbbiekben minden fajtája mérték nélkül és gyakran javasolt. A csókot Vátszjájana szerint, a test következő részeire alkalmazhatjuk. A homlok, a szem, a két orca, a nyak, a mell, a keblek, az ajak és a száj belsejére. Nemcsak a test részei szerint, hanem a csókadás módjai szerint is megkülönböztetjük. Van tehát egyenes, hajló, elforduló, szorító csók, erősen szorító, összeszorító csók.
- Nyomás, csípés, karmolás.

Amikor a szeretkezés hevessé válik, különböző csípések, karmolások keletkezhetnek, ezeket a nyomok formája szerint különböztetjük meg. Hangzó csípés, félhold, kör, vonás, tigriskarom, pávaláb, nyúlrúgás, kék lótuszlevél. A test különböző részein alkalmazhatjuk. Szuvarnanábha szerint a legszenvedélyesebb szeretők alkalmazzák a test bármely részén, ahol örömet okoznak vele. A fejezet kitér a körmök formájára, sajátságaira, a különböző népek esetén.
- A harapás, különböző szerelmi eljárások más országbéli nőknél.

A test minden részén alkalmazhatjuk a harapásokat, ettől kivétel a felső ajak, a szem, a száj belseje.
A harapás fajtáit ismerteti ez a rész, és a szép fog ismérveit. Szerelmi dolgokban nagyon fontos a férfiak számára, hogy ismerjék a különböző vidékeken élő nők vérmérsékletét és szokásait, és azt, hogyan közeledjenek hozzájuk. Ez azért fontos, mert amit az egyik vidéken a hölgyek kellemesnek találnak, azt a másikon elutasíthatják. Példaként említhetjük, hogy a Gangesz és a Dzsamna közén lakó nők elutasítják a szeretkezés durvább formáit, mint a karmolás és a harapás. Míg az Avanti földjéről való nők gyűlölik a csókot, de nagyon kedvelik a szerelmi együttlét változatos formáit. Szuvarnanábha azt állítja, hogy az egyes személyek természete és szokásai fontosabbak, mint az, hogy az illető országokban mit szeretnek a nők.
- Fekvésmódok, a szeretkezés fajtái.

A szerelmi együttlét tökéletesítését befolyásolhatjuk azzal, hogy számunkra a legkedvezőbb pozíciókat választjuk ki. A találékony ember megsokszorozza tudását, a természettől és mások tapasztalataiból ellesett formákkal. Akiknek nem egyeznek a testméreteik, azok is a nekik való pozíciók által tudják gyönyörben részesíteni egymást.
- Az ütés különböző módjai és az ezeknek megfelelő hangok.

A szenvedélyes szeretkezés olyan, akár egy kisebb csata. Az ütközések hevében apróbb ütések, csapkodások történnek, és ezeket különböző turbékoló, sziszegő hangok kísérik.
- A férfiszerepet játszó nők. Mit tesz a férfi?

Amikor a férfi már elfárad a „harcban”, a nő hanyatt fekteti, és átveszi a szerepét szeretkezés közben. A másik változat szerint, kezdettől fogva férfimódra viselkedik. A férfi műveleteit most neki kell végrehajtania. Ezeket, Szuvarnanábha szavaival élve, előrenyomásnak, dörzsölésnek, köpülésnek, döfésnek, verébhajszának nevezzük.
- Az auparistaka, vagy szájközösülés

Ma az auparistakát orális szexnek nevezik. A mű ebben a fejezetben elsőként a heréltek viselkedésmódját írja le, majd szól arról, hogy ez a szokás a kicsapongó feslett nők és a szolgálók szokása.
- Hogyan kezdjünk a szerelmi egyesüléshez és hogyan fejezzük be? Szerelmi civódások, az egyesülés különböző módjai.

Ahhoz, hogy a pár együttléte a legteljesebb legyen, a szerelmi együttlétet jól elő kell készíteni. A világfiak tisztán, felékesítve várják a hölgyet, virágok és füstölők között, baráti társaságban, zeneszó mellett. Mikor egyedül maradnak, megkezdődhet a szerelmi játék az előzőekben bemutatottak szerint. A vágy szítása és csillapítása egyensúlyban kell hogy legyen, ez hozza meg számukra a teljes kielégülést.

### Feleségszerzés
Harmadik fejezet.

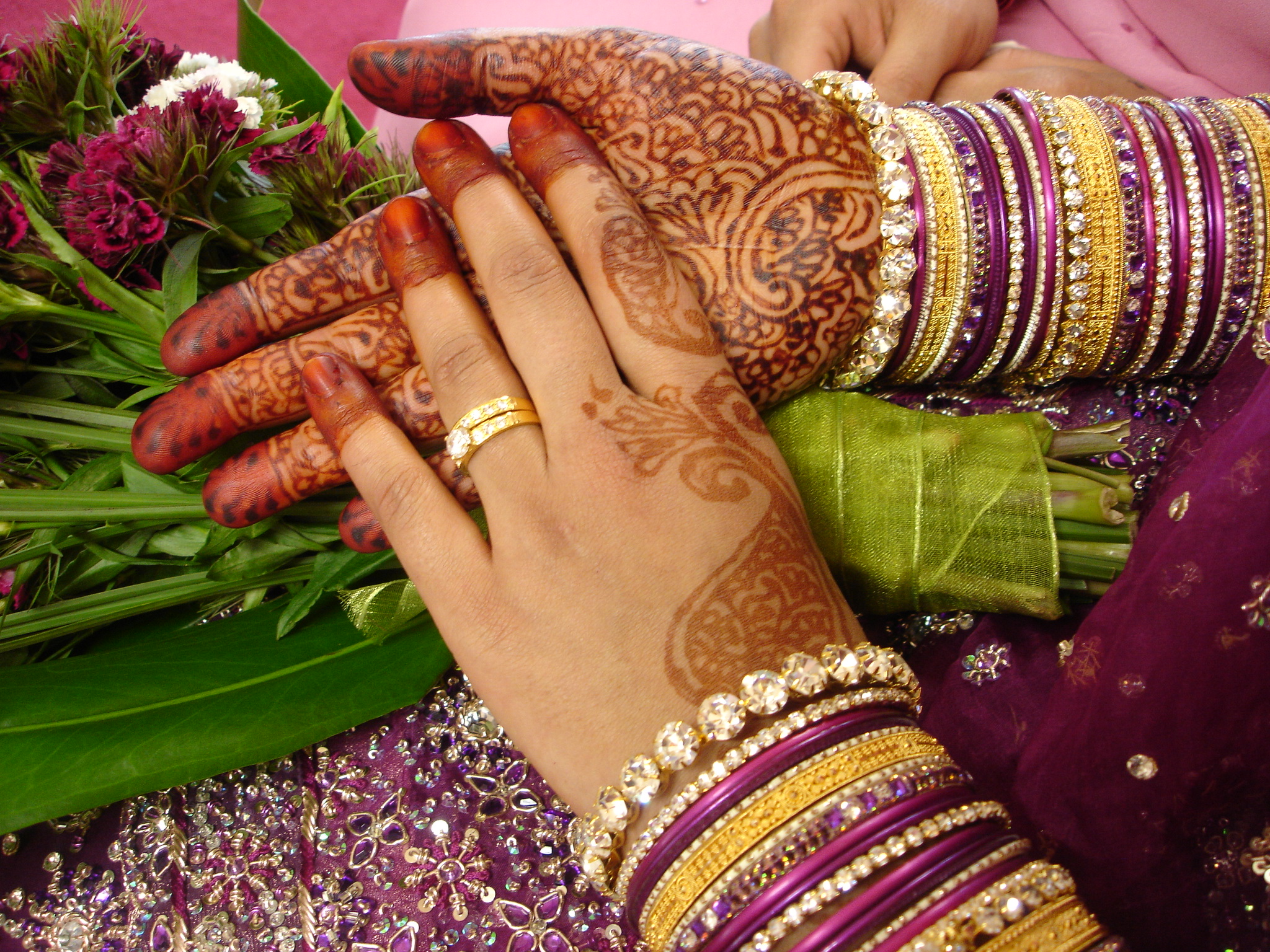
Menyasszony hennával díszített kezei

- Az eljegyzés és a házasság. Amikor egy férfi házasodni akar, akkor a következő szempontokat kell figyelembe vennie, a jó házasság érdekében. Leendő párja jó családból származó legyen, jeles tulajdonságokkal ékeskedjen. Mind külsőleg, szép arc, szem, test, mind belsőleg, műveltség, finomság. Természetesen a férfinak is meg kell felelnie ezeknek a követelményeknek. Ha minden körülmény megfelelő, a férfi és barátai, igyekezzenek megnyerni az ügynek a leány családját.
- Hogyan kell egy lányban bizalmat gerjeszteni? Nagyon fontos, hogy a férfi óvatosan és türelemmel közeledjen, Vátszjájana szerint mielőtt az egyesülés bekövetkezne, előbb a férfinak el kell nyernie hölgye bizalmát. Babhravja követői viszont a gyors hódítás hívei. Bármelyik változatot követjük is, az erőszaktól tartózkodni kell.
- Hogyan adjuk tudtára a nőnek udvarlási szándékunkat és érzéseinket? Ghótakamukha véleménye szerint az udvarlás, leánykérés módja a következő. Az ifjú, aki megszeret egy leányt, minden idejét vele kívánja tölteni és kedvére tesz, virágokkal, ajándékokkal kedveskedik neki. Gyermekkorban és a felnőttkor idején, más-másképpen fejeződnek ki ezek az érzelmek. Mindenképp közös, a bizalom elnyerésére való törekvés. Ha a leány viszonozza az érzelmeket, a férfiú akár közvetítők segítségét is vegye igénybe, hogy elnyerje a nőt a maga számára.
- Mit tegyen a férfi, hogy megszerezze magának a nőt? Mit tegyen a nő, hogy uralkodni tudjon a férfi felett? Amikor már világossá válik a férfi számára, hogy a nő vonzódik hozzá, akkor teljesen meg kell hódítania. A hódítás módjai: apró érintésekkel, ölelésekkel kényeztesse. Mesélje el, hogy álmában a szeretett nőt ölelte szenvedéllyel. Mikor a nő teljesen behódol, le kell győznie félénkségét és magáévá kell tennie őt. Ha a hölgy túlságosan bizalmatlan, testvére vagy barátnője segítségét lehet kérni a bizalom elnyeréséhez. A leánynak olyan férfit kell választania, aki gondoskodni tud róla és megvédi. Cserébe a nő tiszteletben tartja a férjét, és megad neki mindent, amire szüksége van.[21]
- A házasság formái. A gandharvaházasság[megj 12] szertartásait tartják a legmegfelelőbbek a jó Dharma érdekében. Ezek szerint a férfi, ha megnyerte magának a nőt, vallása szerint tűzáldozat bemutatása mellett feleségül veszi, majd az eseményt szülei tudtára adja. A régi szokások szerint a tűz előtt köttetett házasság örökké tart. Más módok is léteznek, miszerint a férfi elcsalja egy kies helyre, és ott történik a szertartás, előzetes megbeszélés nélkül. Vagy ha a hölgy máshoz menne, erőszakkal elrabolja és úgy kényszeríti rá a tűzszertartást. Azonban ezek a módok semmiképp sem érnek fel a szerelemből köttetett házassággal.

### A feleség
Negyedik fejezet.
- Az erényes asszony élete a házasságban, viselkedése a férj távollétében. A jó feleség istenként tiszteli urát, és a családi élet gondjait magára vállalva gondoskodik róla. Tisztán kell tartania háztartását és kertjét, urának jólétét biztosítania szükséges. A ház jó hírnevét férje távollétében is fenn kell tartani, erényes életmódjával tiszteletet kell ébresztenie a szomszédok és a barátok körében.[22]
- Több feleség esetén az új feleség viselkedése a régiekkel. Az özvegyasszony, a háremhölgyek viselkedése. A férj viselkedése több feleség esetében. Egy férfi több feleséget is tarthat, ebben az esetben nagyon fontos, hogy az újonnan érkező feleség jó viszonyban legyen az előtte már korábban elvett asszonyokkal. A férjnek is harmóniát és nyugalmat kell tartania a házában, hogy minden megfeleljen az Artha, Dharma és a Káma szerint. A háremhölgyek, nevük kancsukíjá, mahattariká vagy mahalliká,[megj 13] kötelessége, hogy együttesen szolgálják urukat és ne szítsanak viszályokat maguk között. A háremúr kötelessége, hogy méltányosan bánjon mindegyikőjükkel és biztosítsa mindegyik számára az őt megillető jogokat.[23]

### A más felesége
Ötödik fejezet.
- A férfiak és a nők jellemzése, a sikeres férfiak és a könnyen meghódítható nők tulajdonságai. A férfi akkor fordulhat más feleségéhez, ha érzelmei a nő iránt már saját egészségét fenyegetik.[megj 14] Gónikáputra véleménye az, hogy a nők és a férfiak is, természetüknél fogva lángra gyúlnak minden szép férfi/nő iránt, de gyakran nem mennek tovább. Ilyen esetben természetes, hogy a hölgyek tartózkodóbbak, még akkor is, ha kedvükre van a férfi közeledése. A férfinak kell a hölgy kedvére tenni és meghódítania.[24]
- Hogyan közeledjenek és hódítsák meg a nőt a férfiak? A mű alkotói sok helyen javasolják a közvetítő személyek alkalmazását, de Vátszjájana szerint sokkal sikeresebb, ha férfi saját képességeire támaszkodva hódít.
- A nők lelkének vizsgálata. Hódításkor fontos, hogy a férfi a nő lelkiállapotának vizsgálatát is elvégezze. Hiszen egy kevésbé fogékonyabb állapotban sokkal nehezebb megközelítenie, mint egy vidám periódusban.
- A közvetítőnő. Vitatott, hogy mikor és milyen körülmények között érdemes alkalmazni a közvetítőnőket, de ha már a férfi egyedül nem boldogul, akkor a siker érdekében hozzájuk kell fordulni.
- Hivatalos személyek kapcsolata mások feleségeivel. A királyok, miniszterek és a felsőbb személyek, rangjuk miatt nem járhatnak nyilvános házakba, ezért szükséges más eszközöket alkalmazni. A holdünnepek idején, Márgasírsa[megj 15] havában a városbéli nők látogatást tesznek a királyi háremben. Ilyenkor a király közvetítője segítségével kiválaszthatja a maga számára megfelelő nőt. A királynak, mint népe előtt a legfőbb személynek, azonban tartózkodnia illik ilyenfajta megnyilvánulásoktól.
- A saját feleség védelmezése más férfiakkal szemben, a királyi háremhölgyek. A háremhölgyeket szigorú őrizet alatt tartják, ezért számukra a nemi örömszerzés egymás között történik. Ilyen esetben az egyik férfi ruhába öltözve, gyümölcsök, vagy más mesterséges eszközök segítségével elégíti ki a másik vágyait. A szigorú őrzés ellenére mégis megtörténik, hogy titkon rokonok, vagy ismerősök bejutnak, vagy az ünnepek alkalmával, mikor az őrizet kevésbé erős, a csábítók meglátogatják a kiszemelt nőt. Az okos férfinak ügyelnie kell felesége védelmére, mert könnyen elveszítheti a Dharmát, és szerencsétlenség köszönt be a házába.

### A kéjhölgyek
Hatodik fejezet.
- A férfiak és a kéjhölgyek kapcsolata. A kéjhölgyek kétféleképpen közeledhetnek a férfihoz. Ha szerelemből, akkor ez a természetes eljárás, ha szolgálataikért pénzt kérnek cserébe, akkor ez mesterséges szerelem. Vátszjájana szerint három ok létezik, amiért a kéjhölgyek a férfiakhoz fordulnak. A vagyonszerzés, valamilyen szerencsétlenség elhárítása és a szerelem.
- Kéjhölgy élettársi kapcsolatban. Amikor a kéjhölgy együtt él a szeretőjével, tisztes asszonyként kell viselkednie. Dattaka határozta meg a viselkedési szabályokat, melyek olyanok, mint amelyek a feleségekre is vonatkoznak.
- Megszabadulás a szeretőtől. A kéjhölgyek, ha elhidegülnek szeretőiktől, többféle módon is megszabadulhatnak tőlük. Vátszjájana 28 pontban határozza meg ezeket a módokat. Úgymint nem viszonozza a férfi kedvességét, megalázza, rossz szokásait felhánytorgatja, olyan dolgokat kér, amit a férfi nem tud adni, végül kiadja az útját.
- Régi kapcsolatok felújítása. A kéjhölgy, miután elhagyja szeretőjét, valamelyik régi kapcsolatát újítja fel. Ez a fejezet felsorolja mindazokat a helyzeteket, amelyek előfordulhatnak.[25]
- A nyereség A kéjhölgyek szolgálataikért pénz kapnak. Ezt a díjazást a látogatók kora, jövedelme, a hely, az évszak és saját jeles tulajdonságai alapján határozza meg. Két eset létezhet, amikor pénzt és amikor aranyat adnak a nőnek. Vátszjájana szerint a kéjhölgynek azt az embert kell választania, aki aranyat ad neki.
- A kéjhölgyek fajtái. Az örömleányok fajtái a következőek. A hivatásos örömleány a ganiká, aki ebből szerzi jövedelmét. Más nők is érintkeznek úgy a férfiakkal, hogy pénzt kérnek tőlük, ilyenek a vízhordó lány, a szolgálólány, a kicsapongó nő, a táncosnő és az olyan nő, aki elhagyta a családját és tévútra tért.

### Upanisad – Bizalmas tanítások
Hetedik fejezet.
- Hogyan bűvölik el a nők a férfiakat a szépítőszerek és a varázslatok által? A nők sikereket érhetnek el, ha jól bevált szépítőszereket és a szerelem felkelése céljából varázsszereket alkalmaznak. Ilyenek a gyógynövényekből készült kenőcsök, főzetek, a szerelmet keltő izgatószerek, és amelyek a férfierőt fokozzák. Ezeknek a szereknek az elkészítését az orvostudományból az Atharna Védából tanulhatjuk meg, valamint a barátoktól, ismerősöktől sajátíthatjuk el. Csak olyan szereket használhatunk, melyek nem tisztátalanok és a brahmanok megszenteltek áldásukkal. Nagyon fontos, hogy a szép öltözékeken kívül az arcot, testet gondosan ápoljuk. A hölgyek szemüket, arcukat, finom festékekkel színezzék, kezüket, testüket hennával[26] díszítsék.[27]
- A férfivágy felkeltése, a linga fejlesztése serkentőszerekkel. Azokban az esetekben, amikor a férfi már képtelen kielégíteni a nőt, akkor mesterséges eszközöket alkalmaz. Ugyanígy tesz a nő is, ha idősebb férfiakkal kerül össze, akik mérsékeltebben szenvedélyesebbek, mint a nő. Bábhravja ezekben az esetekben vágyfokozónak javasolja a lingára helyezhető elefántcsont, ezüst, fémgyűrűket, melyek azt nagyobbá és izgatóbbá teszik. Vátszájána véleménye, hogy ezek az eszközök fából legyenek, és használóik ízlésének megfelelőek. Ezen felül a linga fejlesztő eljárások segíthetnek, de óvatosan kell bánni velük, mert nem mindenkinek válik minden a hasznára.[megj 16]

## A Kámaszútra hatásai

### Társadalmi hatásai
A társadalmi és szociális vonatkozásokat is taglaló témák felölelik a szexuális egyesülésről, a feleség megszerzéséről, magáról a házastársról szóló ismereteket, de szó esik kurtizánokról és azokról a szerelmi ajzószerekről és lehetőségekről is, amelyekkel szerelmi gyönyör elérhető, vagy fokozható. A könyv részletes tanácsokat tartalmaz azzal kapcsolatban, hogy mit kell tennie a férfinak, hogy meghódítson egy nőt, milyen nőt kell kiszemelnie akinél sikert érhet el. Különös hangsúlyt helyez a nők szerepére, és ez a keletkezése idején forradalmi megközelítés nagymértékben hatott a nők szexuális megítélésére.
A 19. században még nagyobb hatást ért el, hiszen egy tabunak számító témával foglalkozott olyan mélységben, ami azelőtt elképzelhetetlen volt. Például, ha a férfinak nem sikerül gyönyörhöz juttatnia a nőt, segítségért kérhet tőle, hogy más módot találjanak annak elérésére. Ez a gondolat a viktoriánus korban keletkezett ősfordítások időszakában meglehetősen újnak hatott. A prüdériát az erkölcs alapjának tekintő korabeli angol társadalom a szöveget szentségtelennek tartotta, és elszántan harcolt megjelenései ellen. A hagyományos nemi szerepek kikezdése az intim együttlét titkainak segítségével amúgy is kiváltotta az erkölcs- és családvédő körök ellenkezését. Az a modell, amelyben a nő szerepe az utódok létrehozása, nevelése és a családi tűzhely melegségének megőrzése, eleve magában foglalta a nő alárendelt szerepét, amelyben a nő egyik feladata a férfi kényelmének fenntartása. Így tehát a nő öröme a szexuális együttlét során másodlagos kérdés volt, és az erre vonatkozó tanácsok illetlennek, sőt erkölcstelennek számítottak.
A Kámaszútra nyomán hasonló felépítésű és tartalmú művek születtek. Európában a franciák álltak élen a szexuális kultúra fejlesztése terén, de az amerikaiak sem maradtak el tőlük. 1926-ban Theodor Hendrik van de Velde kiadta Az ideális házasság: pszichológia és speciális technikák című könyvét (The Perfect Marriage), amely az első amerikai szexkönyvnek minősült. A szabadosság azonban nem mindig volt népszerű. Két évtizeddel később Alfred Kinsey: A férfi szexuális magatartása című könyvében kifejtette, hogy „több olyan példát ismerünk, amikor a nők megölték a férjüket, mert az ragaszkodott a nemi szerv és a száj érintéséhez.”
A szexuális forradalom kiteljesedése magával hozta a felvilágosító irodalmak elterjedését, a szexuálpszichológusok előadásaikban alapműként használták fel. John Updike 1960-ban megjelent regénye, a Nyúlcipő szenzációt keltett, bár a szerző nem nevezte nevén a dolgokat. Magyarországon is egyre nyíltabban beszéltek és írtak a szexualitásról. Wojtilla Gyula szanszkrit nyelvtudós és tanszékvezető egyetemi tanár Dámódaragupta: A kerítőnő tanításai című könyvét fordította le, mely szintén a Kámaszútra nyomán íródott. Tanulmányok, előadások születtek, Lux Elvira, a hazai szexuális nevelés úttörője több könyvében említést tesz róla és hatásáról.

### Kulturális hatásai
Az erotika ábrázolása az emberi kultúrával egyidős. A Kámaszútra nyugati első kiadása egy prűd időszakban jelent meg, amikor a szexualitás ábrázolása tiltott volt. A könyv szinte minden kiadása illusztrált kiadvány lett. Az első időkben metszetek és apró festmények díszítették, később albumszerű képeskönyvek születtek, melyekben sokszor az illusztráció túlsúlyba került a szöveggel szemben. A Baktay-féle könyv 1971-es kiadásának illusztrátora Würtz Ádám volt, aki a később megjelent Anangarangának is társszerzője lett. Az emberek nyitottabbá váltak a testiség ilyenféle ábrázolása iránt, amely egyébként a képzőművészetben is egyre hangsúlyosabbá vált.
1912-ben a polgári Ausztriát botránkoztatta meg Egon Schiele erotikus, már szinte pornografikus festményeivel.
Az alaptörténetet a filmművészetben is számtalan esetben feldolgozták. Az erotikus megközelítésen túl azonban születtek komolyabb társadalmi összefüggéseket boncolgató művek is. Az egyik ilyen provokatívnak számító alkotás az 1996-ban készült, Kámaszútra, a szerelem meséi (eredeti címén a Kamasútra: Tale of Love) című film. Írója és rendezője Mira Nair indiai–amerikai filmrendező. A 16. században játszódó film csak nagy vonalakban követi a Kámaszútra alaptörténetét, nagy hangsúlyt helyezve a nők szexuális kiszolgáltatottságának ábrázolására.
2006-ban Chicagóban Terry Abrahamson írt musicalt Kama Sutra címmel, amely a történetet modern formában dolgozta fel. A könyv hatása a magyar kortárs festészetben is felfedezhető, példa rá Könyves Sándor Kámaszútra sorozata.
Mára már minden adathordozón elérhető a Kámaszútra valamely formája. Maga a név is rendkívül népszerű, függetlenül attól, hogy milyen mögöttes tartalmat hordoz. 2006-ban egy számítógépes vírust neveztek el róla, de van Kámaszútra társasjáték is. Az Apple cég egy brit fejlesztésű iPhone-alkalmazást, az Eucalyptust tiltotta le a közerkölcs védelmében, melynek programja lehetővé tette a felhasználók számára a Káma Szútra olvasását.

## Illusztrációk

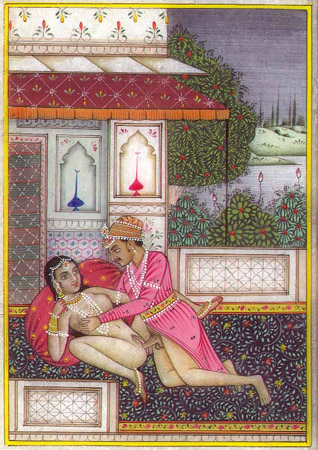
Indrání helyzete
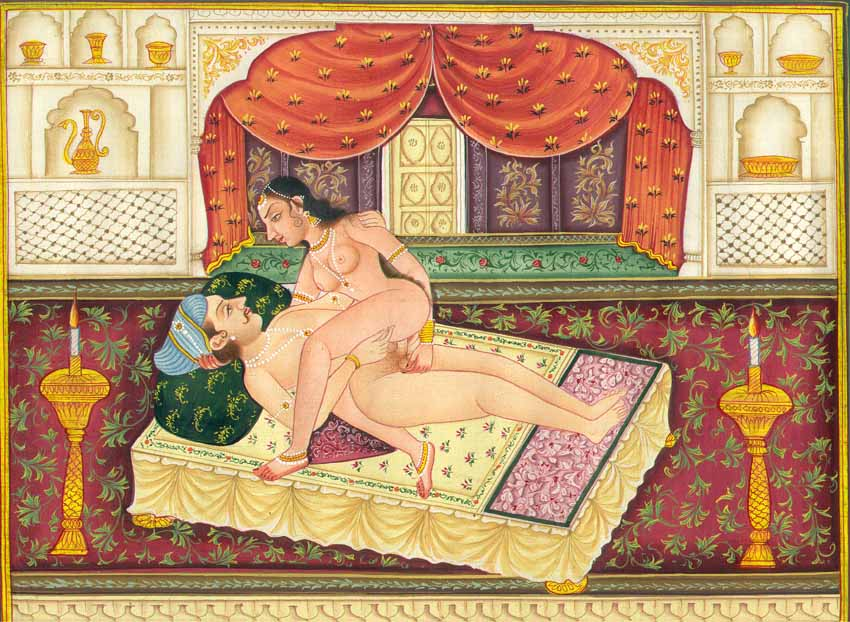
Kulcsoló helyzet
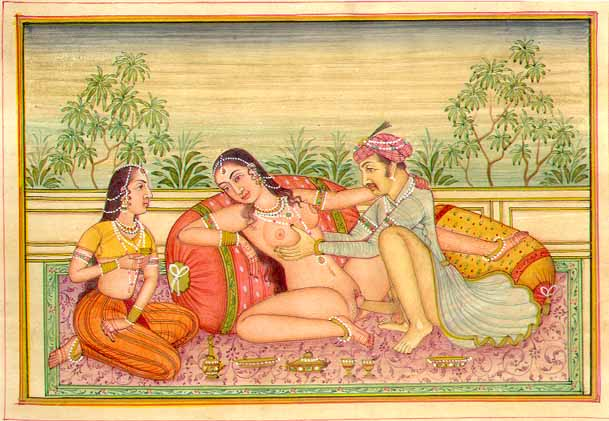
Szélesre nyitott helyzet
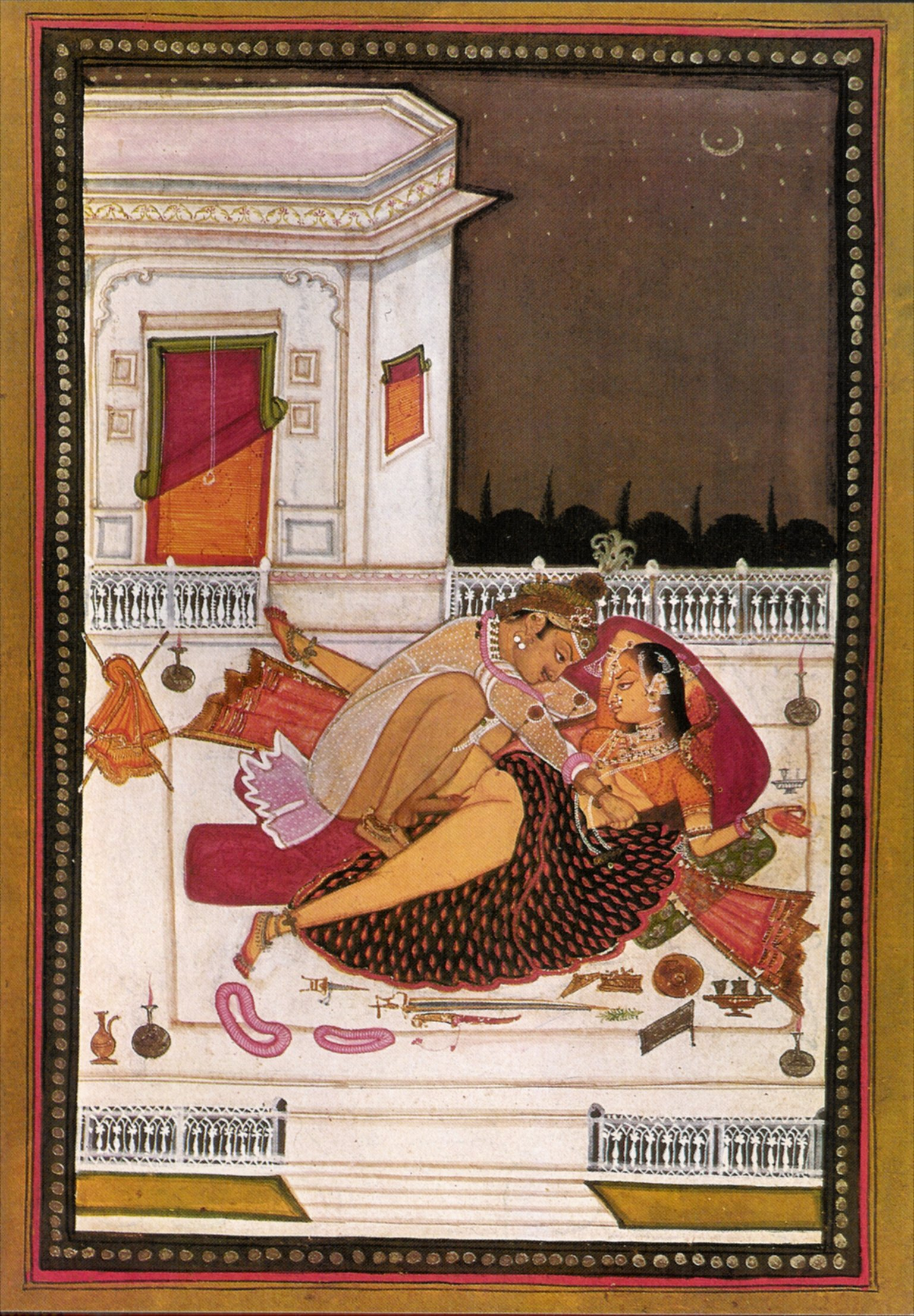
Kitárt helyzet
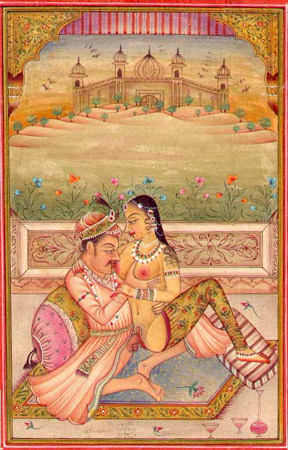
Hinta
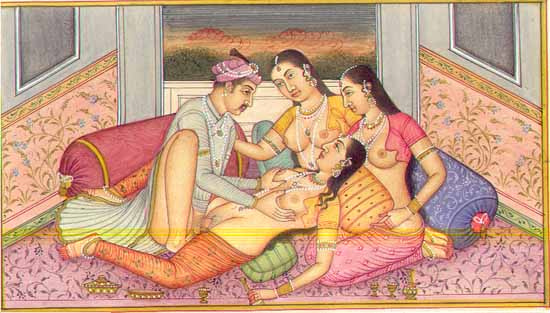
Tehéncsorda közösülés
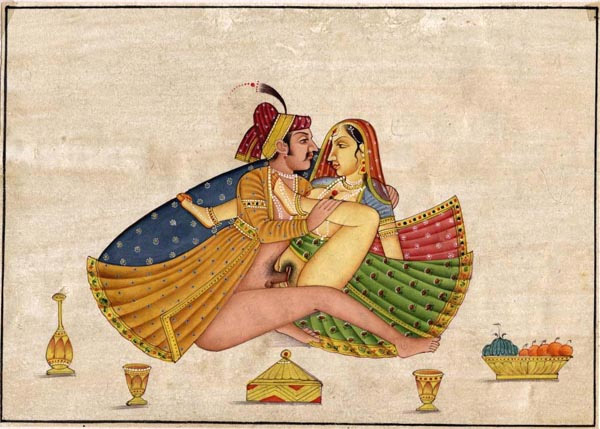
Bambuszhasogatás
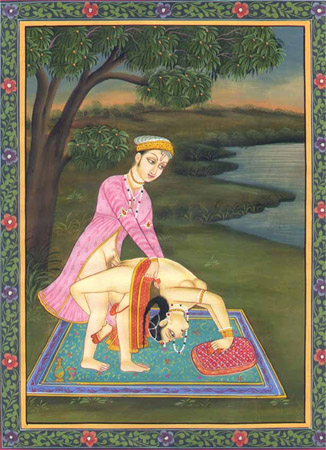
Forgó pozíció

## Magyarul
- Vátszjájana: Káma-Szútra. A szerelem tankönyve; előszó, utószó Sir Richard Burton és F. F. Arbuthnot, ford. Baktay Ervin; LibroTrade, Bp., 2000
- A Káma Szútra. Mozgatható papírképekkel 6 papírfigurás variáció; szanszkrit ford. Sir Richard Burton, F. F. Arbuthnot, magyar ford. Juhász Levente; Totem, Bp., 2005

## Kapcsolódó irodalom
- Kakar, Sudir: A Káma-szutra aszkétája, Ulpius ház, Budapest, (2001).[39] Fordító: Komáromy Rudolf. A könyvben olyan részletek is felfedezhetőek, amelyek a Káma-Szútra eddigi magyar nyelvű kiadásaiban nem szerepeltek.
- Kámaszútra (A szerelmes férfi – Az érzéki nő), Baktay Ervin fordítása alapján, két kötetben. Officina '96 Kiadó, Budapest, (2004)[40]
- Ibn Battúta zarándokútja és vándorlásai, Gondolat Könyvkiadó, Budapest, 1964[41]